# Cristina Godun

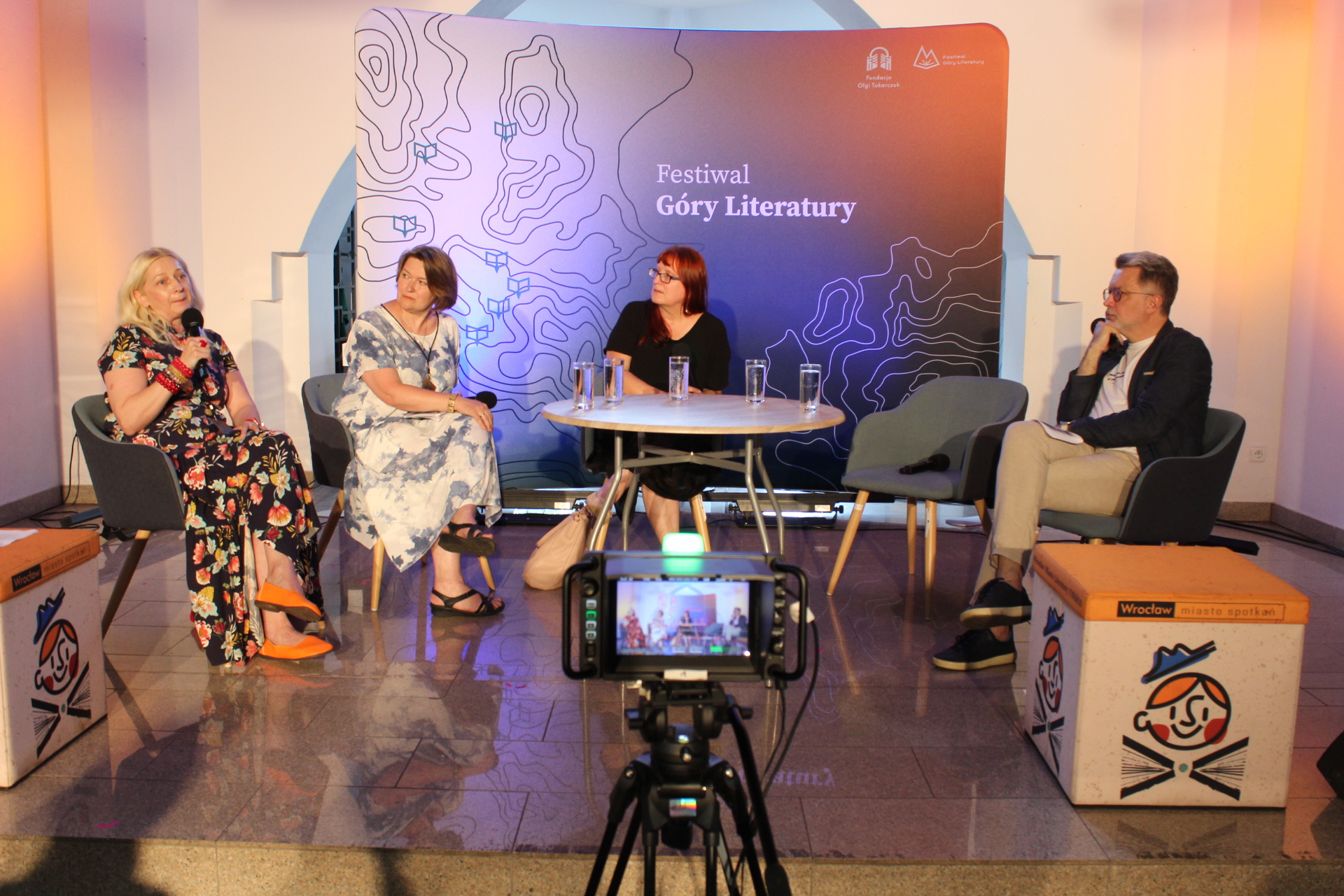
Cristina Godun, Maryna Shoda, Jana Unuk, Michał Rusinek

Cristina Godun (ur. w Botoszanach) – rumuńska tłumaczka polskiej literatury. Pracowniczka naukowa Uniwersytetu Bukaresztańskiego.

## Życiorys
Studiowała filologię polską i angielską na Wydziale Języków Obcych i Literatury Uniwersytetu Bukaresztańskiego. Po ukończeniu studiów zaczęła pracę na Wydziale Języków Słowiańskich, który w 2010 roku po połączeniu z Wydziałem Rosyjskim przekształcił się w Wydział Filologii Rosyjskiej i Słowiańskiej. Pracuje tam nadal (2019) jako profesor nadzwyczajna. Prowadzi zajęcia z języka polskiego, teoretyczne kursy językowe z: fonetyki, fonologii, morfologii, składni, leksykologii i praktyki językowej. Od 2010 mieszka w Sofii, gdzie pracuje jej mąż Jarosław Godun, który jest polskim dyplomatą. Do pracy w Bukareszcie dojeżdża.

## Działalność translatorska
Wydanie przekładów książek Lidii Ostałowskiej Acuarele (2017) i Marka Krajewskiego Koniec świata w Breslaum (2018) zostały dofinansowane przez Instytut Książki w ramach Programu Translatorskiego ©POLAND.

## Tłumaczenia
- Witold Gombrowicz, Bakakaj, 2009, ISBN 978-973-103-812-4
- Marek Krajewski, Sfârșitul lumii la Breslau (Koniec świata w Breslau) ISBN 978-83-240-1609-9[5]
- Lidia Ostałowska, Acuarele (Farby wodne)  2017, ISBN 978-606-8680-52-1[3]
- Andrzej Stasiuk, Călătorind la Babadag (Jadąc do Babadag), 2007, ISBN 978-973-103-230-6[2]
- Mariusz Szczygieł, Raiul pe pământ (Zrób sobie raj), 2017, ISBN 978-606-710-352-6[6]
- Olga Tokarczuk, Rătăcitorii (Bieguni), 2012, Casă de zi, casă de noapte (Dom dzienny, dom nocny) 2015, Poarta-ti plugul peste oasele mortilor (Prowadź swój pług przez kości umarłych) 2019
- Szczepan Twardoch, Morfina, 2012[7]

## Publikacje (wybór)
- Teatrul lui Tadeusz Różewicz, 2001, ISBN 978-973-596-459-7
- Dicționar român-polon, 2017, ISBN 978-606-16-0821-8[8]
- Dicționar polon-român, 2017, ISBN 978-606-16-0822-5